# Malak Izvor (Lovetsj)
Malak Izvor (Bulgaars: Малък извор) is een dorp in Bulgarije. Het dorp maakt administratief deel uit van de gemeente Jablanitsa in de oblast Lovetsj. Het dorp ligt hemelsbreed 50 km ten westen van de stad Lovetsj en 72 km ten noordoosten van de hoofdstad Sofia.

## Bevolking
Op 31 december 2020 telde het dorp Malak Izvor 228 inwoners. Het aantal inwoners vertoont al vele jaren een gestaag dalende trend: in 1965 had het nog 562 inwoners.
| Bevolkingsontwikkeling tussen 1934 en 2020          |
| --------------------------------------------------- |
|                                                     |
| Bron: Nationaal Statistisch Instituut van Bulgarije |

In het dorp wonen nagenoeg uitsluitend etnische Bulgaren. In de volkstelling van 2011 identificieerden 229 van de 233 ondervraagden zichzelf met de "Bulgaarse etniciteit".
| Etnische samenstelling van de respondenten (2011) | Etnische samenstelling van de respondenten (2011) | Etnische samenstelling van de respondenten (2011) | Etnische samenstelling van de respondenten (2011) | Etnische samenstelling van de respondenten (2011) |
| ------------------------------------------------- | ------------------------------------------------- | ------------------------------------------------- | ------------------------------------------------- | ------------------------------------------------- |
|                                                   |                                                   |                                                   |                                                   |                                                   |
| Bulgaren                                          | Bulgaren                                          |                                                   | 98,3%                                             | 98,3%                                             |
| Turken                                            | Turken                                            |                                                   | 0,0%                                              | 0,0%                                              |
| Roma                                              | Roma                                              |                                                   | 0,0%                                              | 0,0%                                              |
| Anders/Onbekend                                   | Anders/Onbekend                                   |                                                   | 1,7%                                              | 1,7%                                              |

## Afbeeldingen

Afbeeldingen van het dorp Malak Izvor
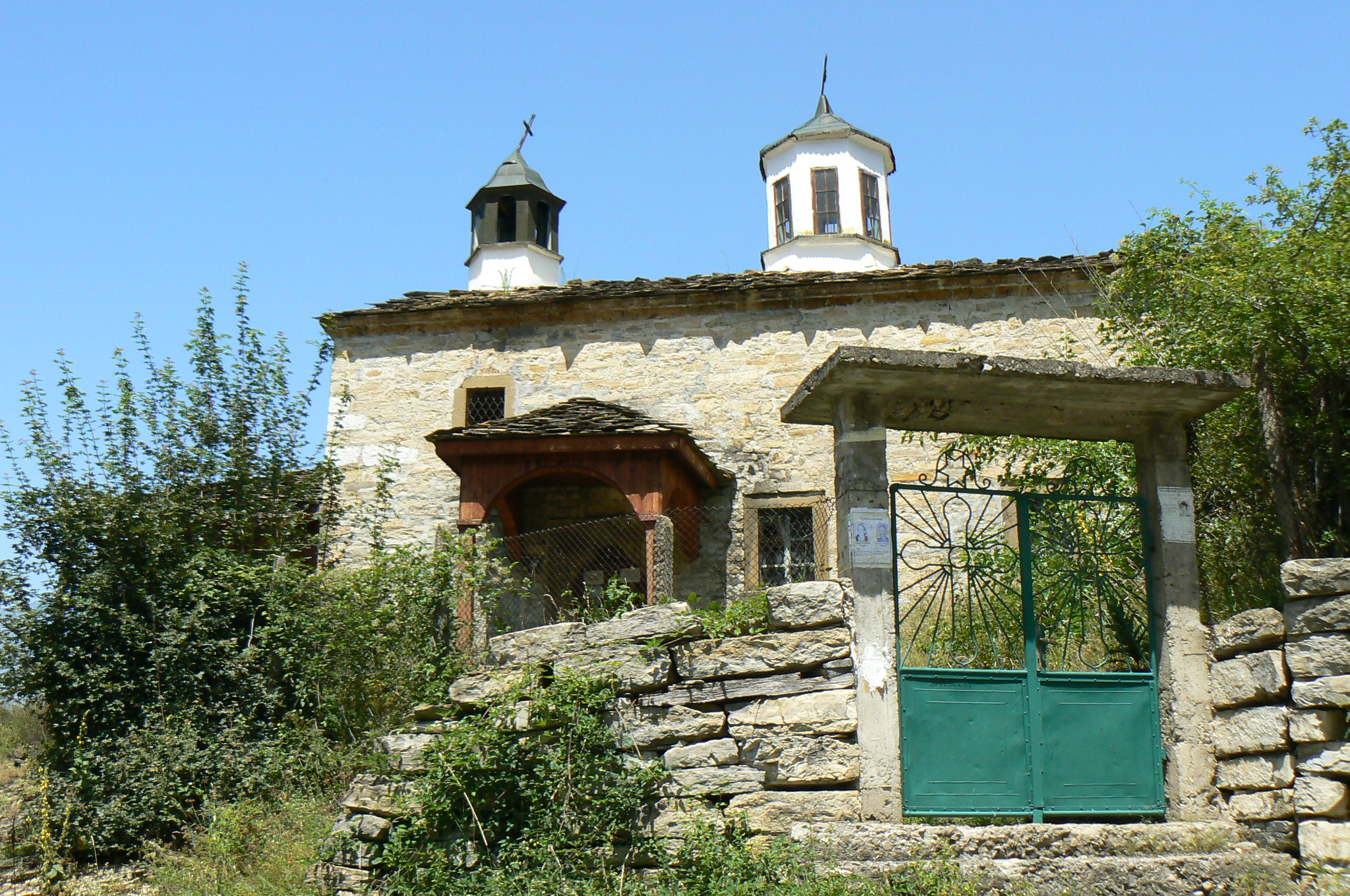
De kerk van het dorp
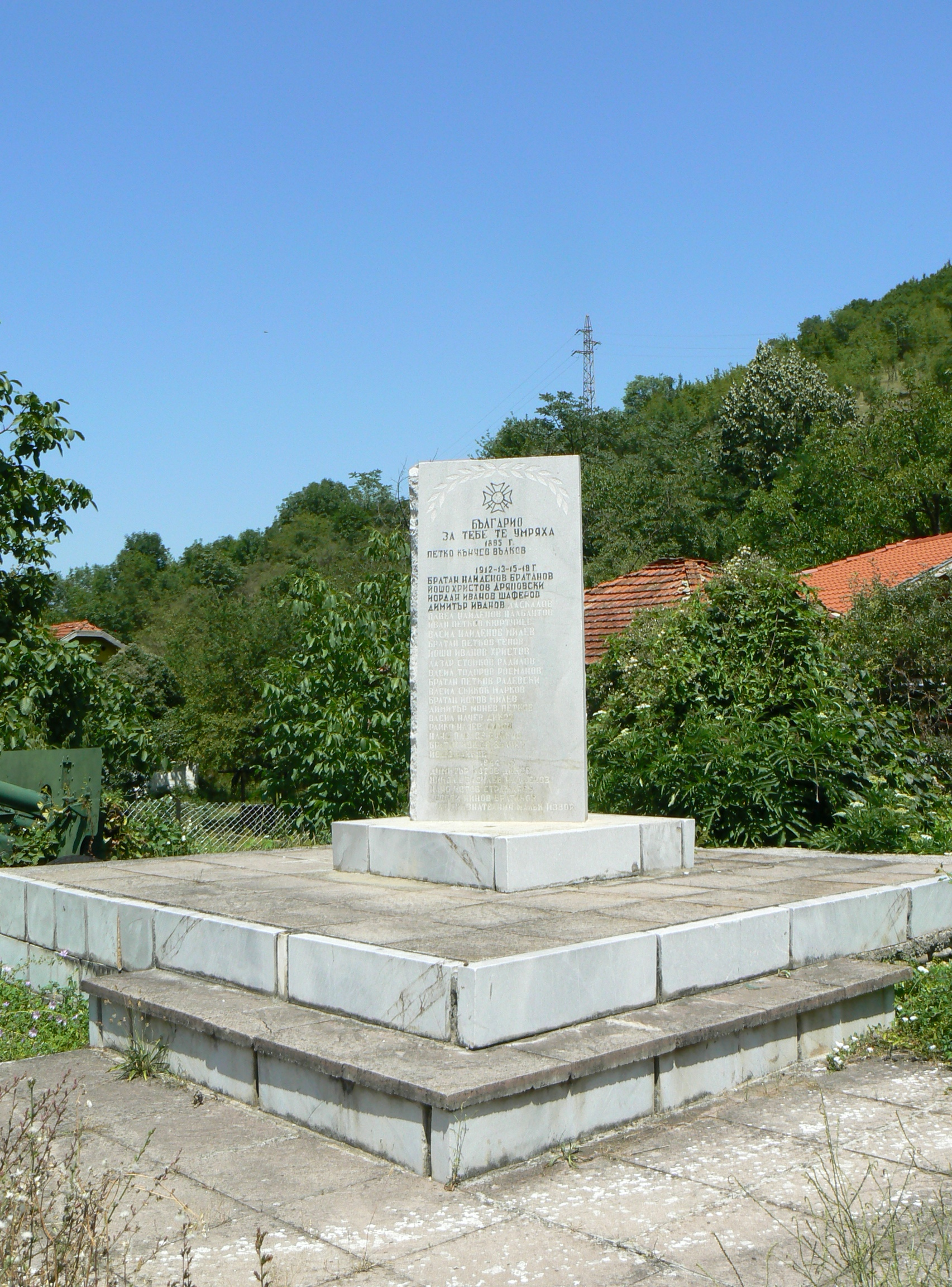
Herdenkingsmonument
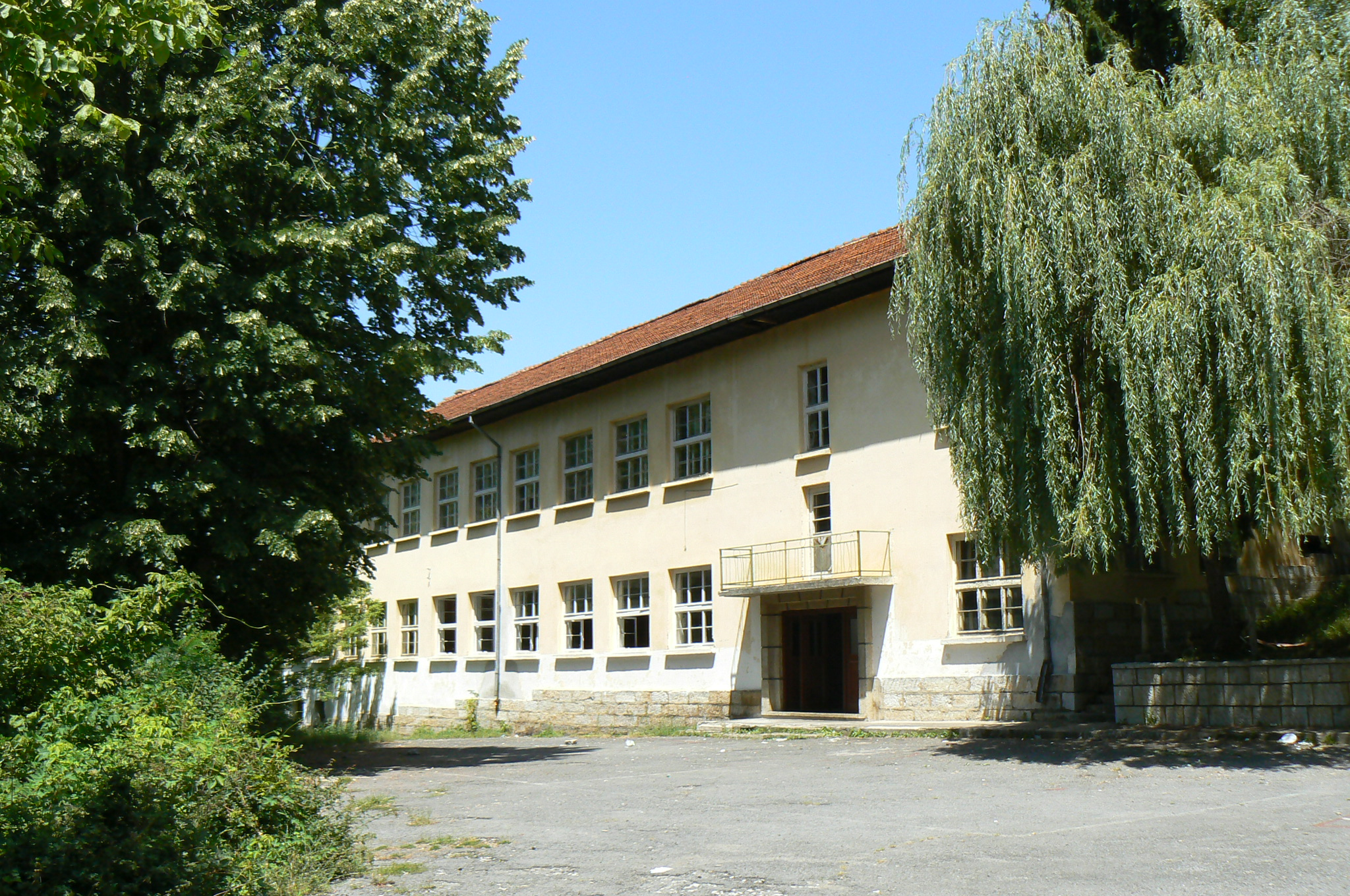
Het referentiebibliotheek
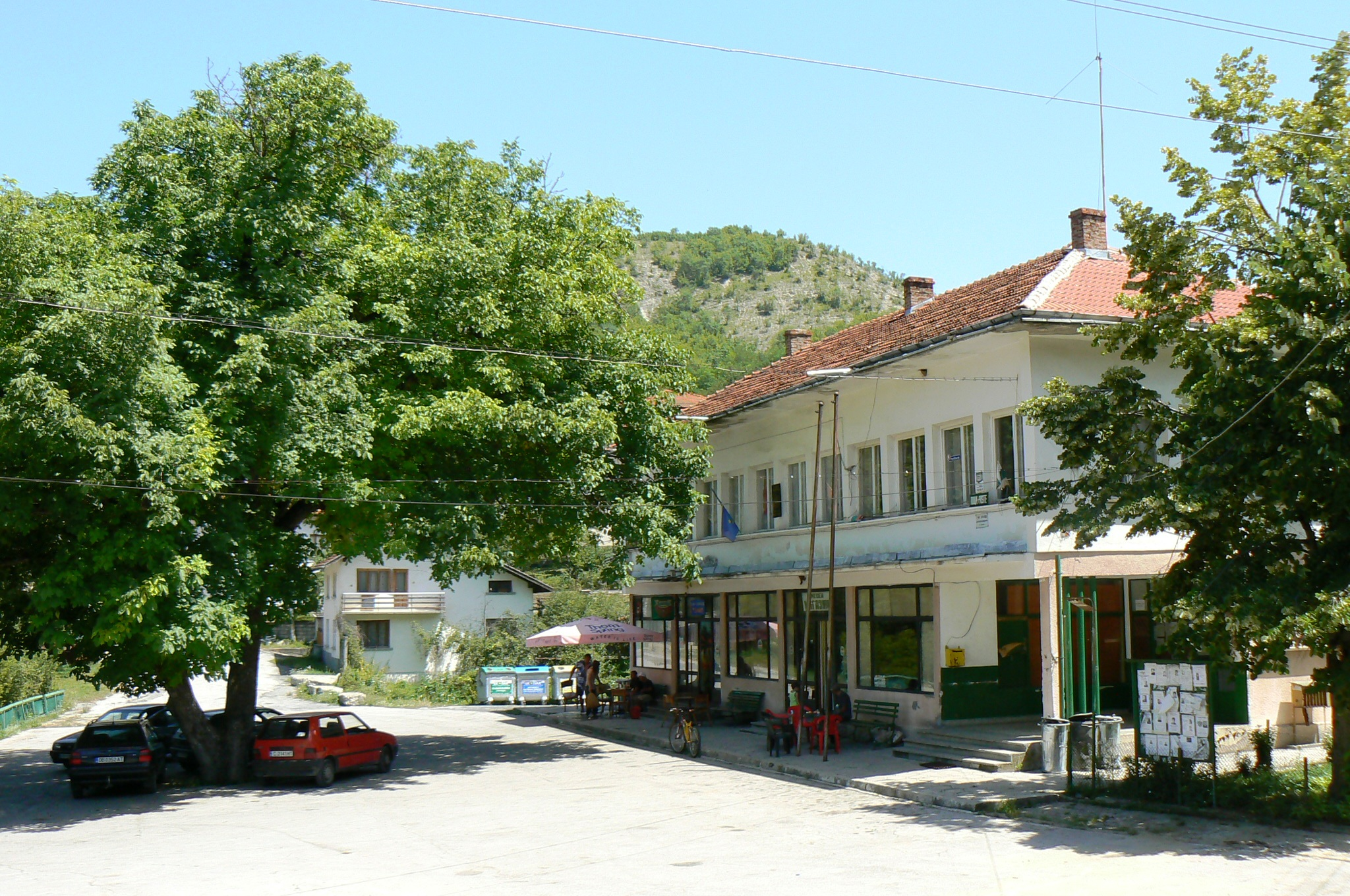
Het burgemeestershuis
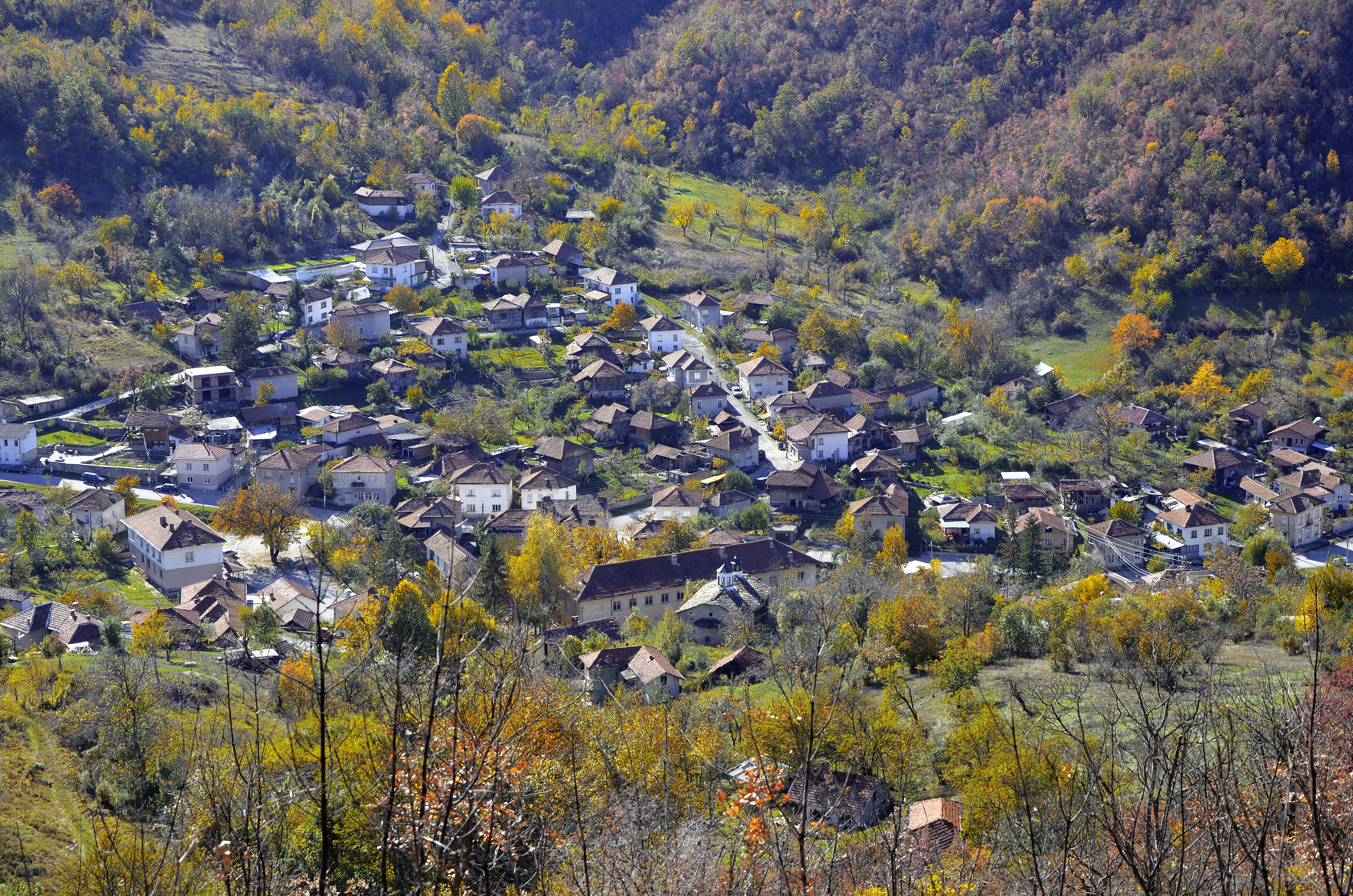
Uitzicht op het dorp